# Avro 706 Ashton
 (août 2025).
Si vous disposez d'ouvrages ou d'articles de référence ou si vous connaissez des sites web de qualité traitant du thème abordé ici, merci de compléter l'article en donnant les références utiles à sa vérifiabilité et en les liant à la section « Notes et références ».
L'Avro 706 Ashton était un prototype d'avion de ligne à réaction britannique, conçu par le constructeur aéronautique Avro au cours des années 1950. Bien qu'il prît l'air presque un an après le célèbre Comet de la de Havilland Aircraft Company, il ne représentait qu'un programme expérimental et ne fut jamais conçu pour une production en série.

## Conception et développement

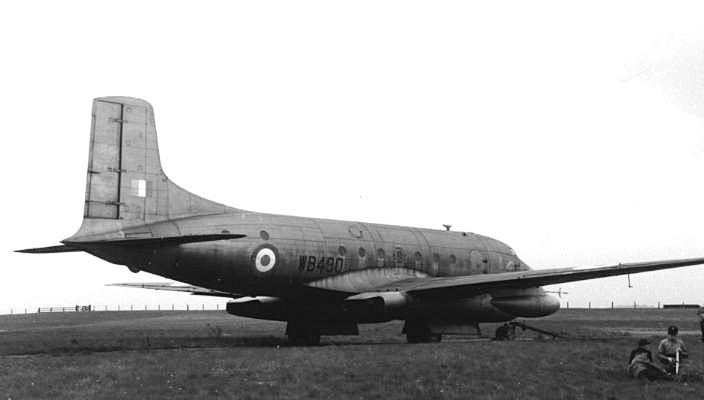
L'Avro Ashton 1 à l'aérodrome de Woodford, dans le Cheshire, en mai 1959.

Le développement de l'Avro 689 Tudor 9 fut basé sur celui l'avion de ligne à moteurs à pistons Avro 689 Tudor II, utilisant l'expérience accumulée lors des travaux sur la version expérimentale Tudor 8 à turboréacteurs Rolls-Royce Nene, qui effectua son premier vol le 6 septembre 1948. L'Avro 689 Tudor 9, plus tard renommé « Avro 706 Ashton », était un avion d'expérimentations quadrimoteur à réaction, propulsé par quatre Nene, installés par paires dans des nacelles sous les ailes.
Six exemplaires furent construits — utilisant des cellules de Tudor —, démarrant avec la conversion d'un Tudor I initialement propulsé par des moteurs Nene 5. Les Ashton qui suivirent reçurent le Nene 6, amélioré, et étaient équipés d'une dérive agrandie aux formes anguleuses, ainsi que d'un train d'atterrissage tricycle remplaçant le train classique à roulette de queue. Les moteurs furent regroupés par paires serrées à l'intérieur de deux nacelles dont la partie supérieure épousait parfaitement la forme de l'aile, mais qui s'étendaient également en dessous sous forme de pods effilés. Le choix de l'emploi de quatre moteurs était motivé par la faible poussée produite par les premiers turboréacteurs, qui n'en n'étaient qu'à leurs débuts dans le monde de l'aéronautique commerciale. De plus, leur disposition permettait de fortement réduire les effets asymétriques dans le cas d'une panne d'un des moteurs.
L'équipage était constitué d'un pilote, d'un copilote, d'un navigateur, d'un ingénieur aéronautique et d'un opérateur radio, installés ensemble dans le cockpit et le compartiment avant de l'appareil. D'autres personnes pouvaient être embarquées dans le fuselage spacieux de l'avion, lorsque cela était nécessaire.

## Histoire opérationnelle

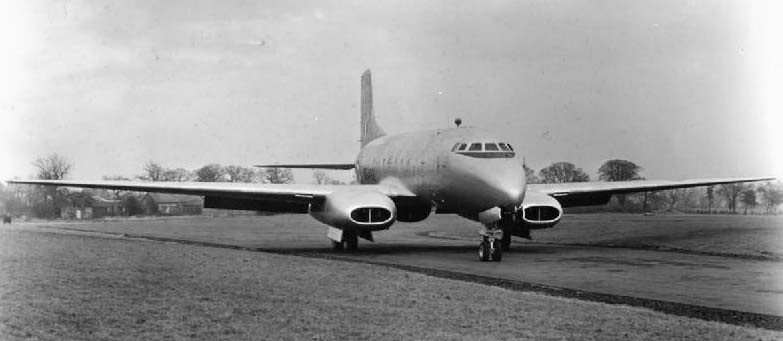
Avro Ashton WB492, vers 1952.

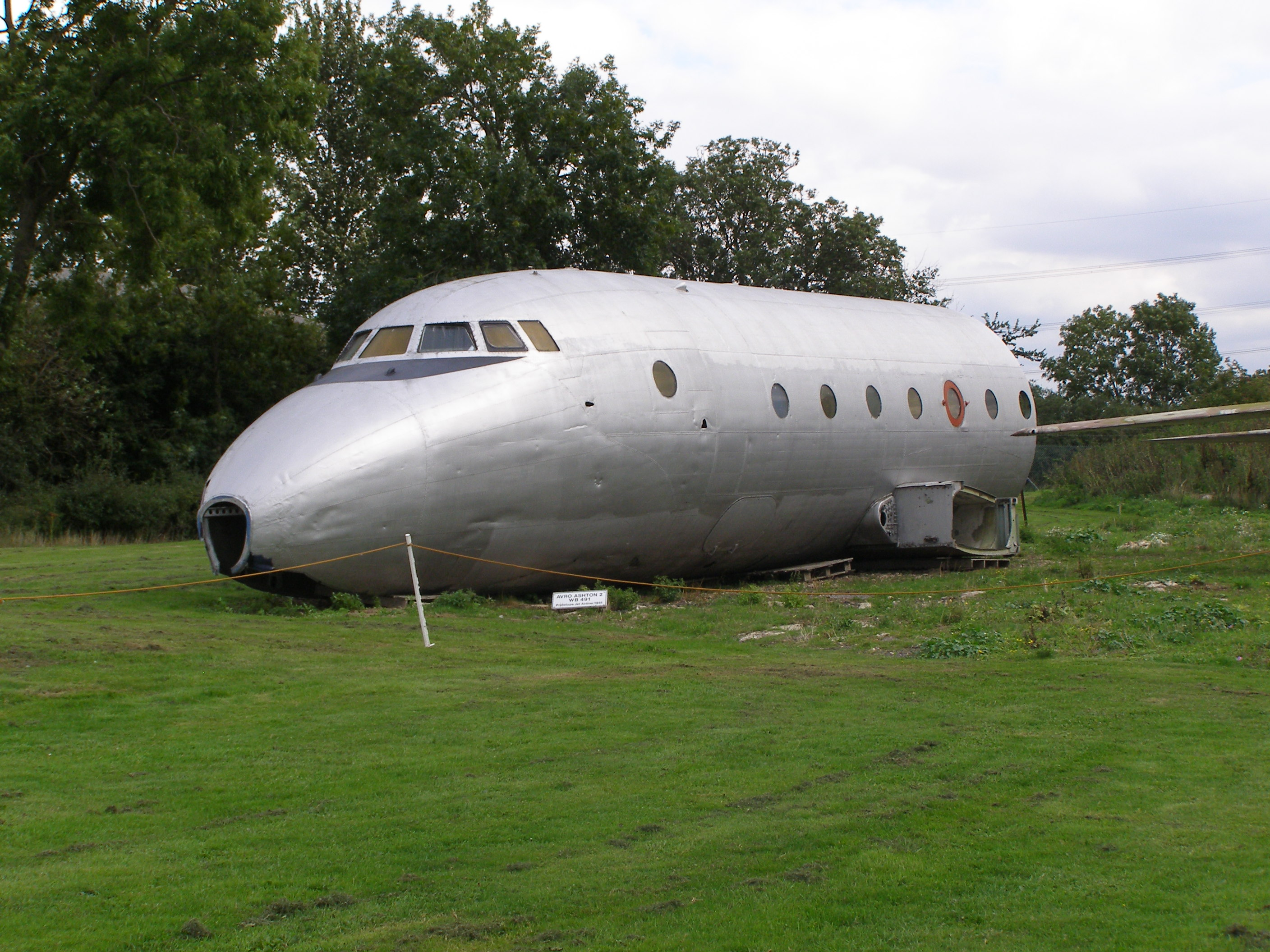
Un bout de fuselage d'Ashton visible au '.

La production des exemplaires de l'avion fut réalisée rapidement, grâce à la modification de cellules de Tudor II en surplus, ce qui donna un exemplaire de l'Ashton 1 (WB490), un exemplaire de l'Ashton 2 (WB491), un exemplaire de l'Ashton 4 (WB494) et trois exemplaires de l'Ashton 3 (WB492, WB493 et WE670), tous assemblés par Avro, à Woodford. Les essais en vol débutèrent en 1950 avec l'évaluation de la mise en œuvre des turboréacteurs, de la navigation, et au-moins un appareil — l'Ashton 4 — fut utilisé pour le test d'équipements de bombardement, recevant à l'occasion deux containers à bombes aérodynamiques sous les ailes.
Bien qu'il fût l'un des premiers « transporteurs » aériens à être équipé de turboréacteurs, l'Ashton fut pourtant essentiellement conçu pour accomplir des recherches et des travaux expérimentaux, et il fut rapidement éclipsé, en matière de technologie, par le premier des avions de ligne à réaction produits à grande échelle, le Comet.
L'Ashton portant le numéro WB491 fut modifié avec un pylône d'emport sous le fuselage pour les tests de divers turboréacteurs. Il fut utilisé par Rolls-Royce pour des essais avec les moteurs Conway et Avon. Bristol Siddeley (en) utilisa le numéro WB493 comme banc d'essais pour son turboréacteur Olympus — qui fut plus tard construit sous le nom de Rolls-Royce Olympus —, recevant alors deux nacelles pour Olympus installées sous les ailes, en position extérieure des nacelles-moteurs d'origine. Cet avion eut un rôle de premier plan dans le film britannique des années 1960 Cone of Silence (en), jouant le rôle d'un avion ficitf désigné « Atlas Phoenix ». Plus tard, le même avion fut utilisé comme banc d'essais pour le Bristol Siddeley Orpheus, l'emplacement du moteur bâbord étant adapté au nouveau moteur pour les essais.

## Héritage
Un morceau du fuselage de l'Ashton 2 (WB491) est préservé au Newark Air Museum (en), à Winthorpe, en Angleterre.

## Spécifications techniques
Données de Jane's Pocket Book of Research and Experimental Aircraft, British Aircraft Directory
Caractéristiques générales
- Équipage : 5 membres
- Longueur : 27,29 m
- Envergure : 36,58 m
- Hauteur : 9,53 m
- Surface alaire : 132 m2
- Masse maximale au décollage : 37 195 kg
- Moteur : 4 turboréacteurs Rolls-Royce Nene 6, 22 kN chacun

 Performances 
- Vitesse maximale : 707 km/h
- Distance franchissable : 2 776 km
- Plafond : 12 344 m
- Vitesse ascensionnelle : 884 m/min

### Magazine
- (en) M. Chorlton, « Avro Ashton Database », Aeroplane Monthly, Kelsey Publishing,‎ 2013.